# モットー (紋章学)

エスカッシャン
フィールド
サポーター
モットー (スコットランド)
クレスト
リース
マント
ヘルメット
クラウン/コロネット
コンパートメント
チャージ
オーディナリー
モットー
画像ファイル（環境により文字がずれることもあります）

モットー （英: Motto）とは、紋章一式の中に描かれる単語や短いフレーズのこと。スコットランドの紋章学ではスローガン（Slogan）と呼ばれる。その起源は、戦場における鬨の声に遡る。モットーは様々な言語で書かれるが、ラテン語で書かれる事が最も多い。国家全体のモットーはその国の言語で書かれるのが普通である。

## 概要

インファンタード公爵位紋章。その内部に『ave maria gratia plena』（アヴェ・マリアの一節）を刻む。

紋章学において紋章の中に描かれるモットーは、通常シールドの下にあるスクロール（巻物）上に書かれるものであり、クレストの上に描く場合はスコットランド様式とされる。イングランドの紋章体系では、モットーは盾に描かれた紋章とともには授与されず、自由意志により採用・変更することができる。他方、スコットランドにおいてモットーはエスカッシャンやクレストのように世襲されるものと考えられており、紋章授与や登録の際には必ず言及される。また、その変更に際してもロード・ライアン・キング・オブ・アームズ（スコットランドの紋章院）の再認がなければ許されない。
モットーの紋章における位置には例外も多い。例えば、スペインの紋章ではモットーがエスカッシャンの内部（ボーデュアなど）に刻まれるケースもある。またベルギーの紋章のように、モットーの書かれたスクロールの上にさらに別のモットーを刻んだスクロールを掲げる紋章もある。加えて、アメリカ合衆国の国章のように裏面にも図柄が存在して、その裏面の国璽にモットーを刻む特殊な例もある。
モットーに用いられる言語もまた様々である。例えば、サマセット州のモットー『Sumorsaete ealle (all the people of Somerset)』は古英語で書かれており、またオランダに近いイングランド東部沼沢地帯にあるサウス・ケンブリッジシャーのモットー『Niet Zonder Arbyt（働かざることなかれ）』はオランダ語で書かれている。

## モットーの代表例
モットーの多くはそれを家訓として持つ者、見る者の双方にキリスト教的な徳を奉じるように仕向ける内容となっている。例えば、チャムリー侯爵家の『Cassis tutissima virtus（善行は最良の防御）』や、カドガン伯爵家の『Qui Invidet Minor Est（嫉妬する者は二流なり）』といった家訓がこれにあたる。
そうした一連の紋章のモットーも遡れば、古来の鬨へと繋がる。以下は、代表的なモットーの分類である。

### 戦場での風景を表すモットー

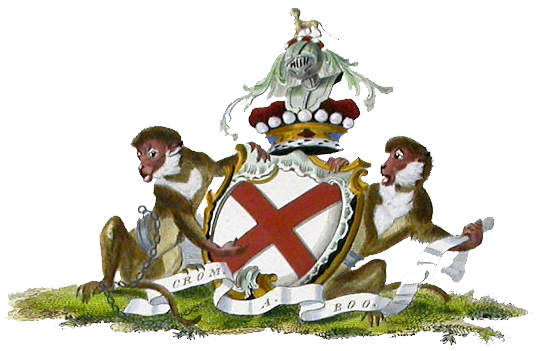
リンスター公爵家紋章。モットー『Crom A Boo』が刻まれている。

モットーの起源は古来の戦場で響き渡った鬨の声『Boo（ゲール語で「勝利」の意）』に由来して、現在もこれを家訓として用いている例が見られる。例えば、アイルランド貴族筆頭のリンスター公爵フィッツジェラルド家のモットーに『Crom a Boo（クロムに勝鬨あれ）』というものがある。この「Crom」とは、フィッツジェラルド家の主要な居城クロム城を指しており、これを勝鬨とともに用いた内容となっている。他にも、オーモンド侯爵バトラー家のモットー『Butler A Boo』も同様の趣旨のモットーとなっている。
また、スコットランド貴族の類例としては、ハミルトン公爵家の『Through（やり尽くせ）』やパース伯爵家の『Gang Warily（用心深く団結せよ）』などがあり、いずれも戦場における古来の鬨を採用したモットーである。
さらに、カニンガム侯爵家のモットー『Over Fork Over（訳例：擬態のときは終われり）』も戦場の風景を切り取った言葉である。これは、戦場において熊手(Fork)を持ち農民に擬態していたカニンガム一族の者がその熊手を放り投げて変装を解きつつ逃走する瞬間に叫んだ言葉で、この合図のおかげで一族は窮地を脱したとされている。

### 始祖の故事や業績にちなむモットー

カーロス家の紋章

モットーの中には、一族の始祖による故事を想起させるものがある。例えば、イングランド・スタフォードシャーの旧家ギファード家（Family Giffard of Chillington）に伝わる家訓に『Prenez haleine, tirez fort（狙いを定めて、真っ直ぐに撃て）』というものがある。これは、一族の祖ジョン・ギファード(1465年-1556年)とその息子が、女性と子供に襲いかかる黒豹を射ようとした際に、緊張する息子に対してジョンが囁いた言葉とされる。
他にも、ウィリアム・カーロスを祖に持つカーロス家は『subditus fidelis regis et salus regni（王に忠実なるものは王国の護りなり）』を家訓とする。その祖ウィリアムは議会派の追手から遁れるチャールズ2世をロイヤル・オークの木に匿った人物で、その逸話を想起させるモットーが刻まれている。
また、その始祖の業績をモットーとするものもある。報道通信業の先駆者にしてロイター通信の創始者パウル・ロイター(1816年-1899年)はザクセン＝コーブルク＝ゴータ公国より男爵に叙せられたが、以降の男爵家は『By sea and land（海と陸に沿って）』がモットーとなった。

### 確言を用いたモットー

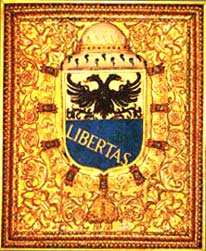
サッビオネータ公家の紋章。紋章中にモットー『Libertas』を刻み、主家ゴンザーガ家からの独立を謳っている。

モットーとしての謙虚さを脇に置き、確言をもって家訓とするものもある。例えば、カスティーリャの名門マンリク・デ・ラーラ家の家訓などは『Nos Non Venimos De Reyes. Que Reyes Vienen De Ros.（我々は王家の出身ではない、王が我々の一族から出たのだ）』といった確言を用いている。また、ヴェスパシアーノ・ゴンザーガ(1531年 - 1591年)はイタリアの名門ゴンザーガ家（マントヴァの僭主）の傍系であったが、のちにサッビオネータ公爵に叙されて自身の公領を得ると、その紋章のエスカッション内部に『Libertas』の文字をモットーとして刻んで、ゴンザーガ家からの独立を宣言している。

### カンティング・モットー
カンティング・モットー (canting motto) は、言葉遊びを含むものである。例えば、オンスロー伯爵家のモットーに『Festina lente 』というものがある。英語に直すと on-slow （「ゆっくり急げ」の意）、つまりこれはオンスローという家名を文章として解釈しラテン語に翻訳した駄洒落である。
他にも、レッキーのヤンガー子爵家のモットー『Labentibus Junior Annis』が挙げられる。英訳すると、Younger as the years go by（「時の移ろうほどに若く」くらいの意味）となり、これもヤンガーという家名をもじった家訓となっている。
また、アメリカ連邦捜査局のモットー『Fidelity, Bravery, Integrity（信義、勇気、誠実）』も略称「FBI」のバクロニムとなっている。

## その他

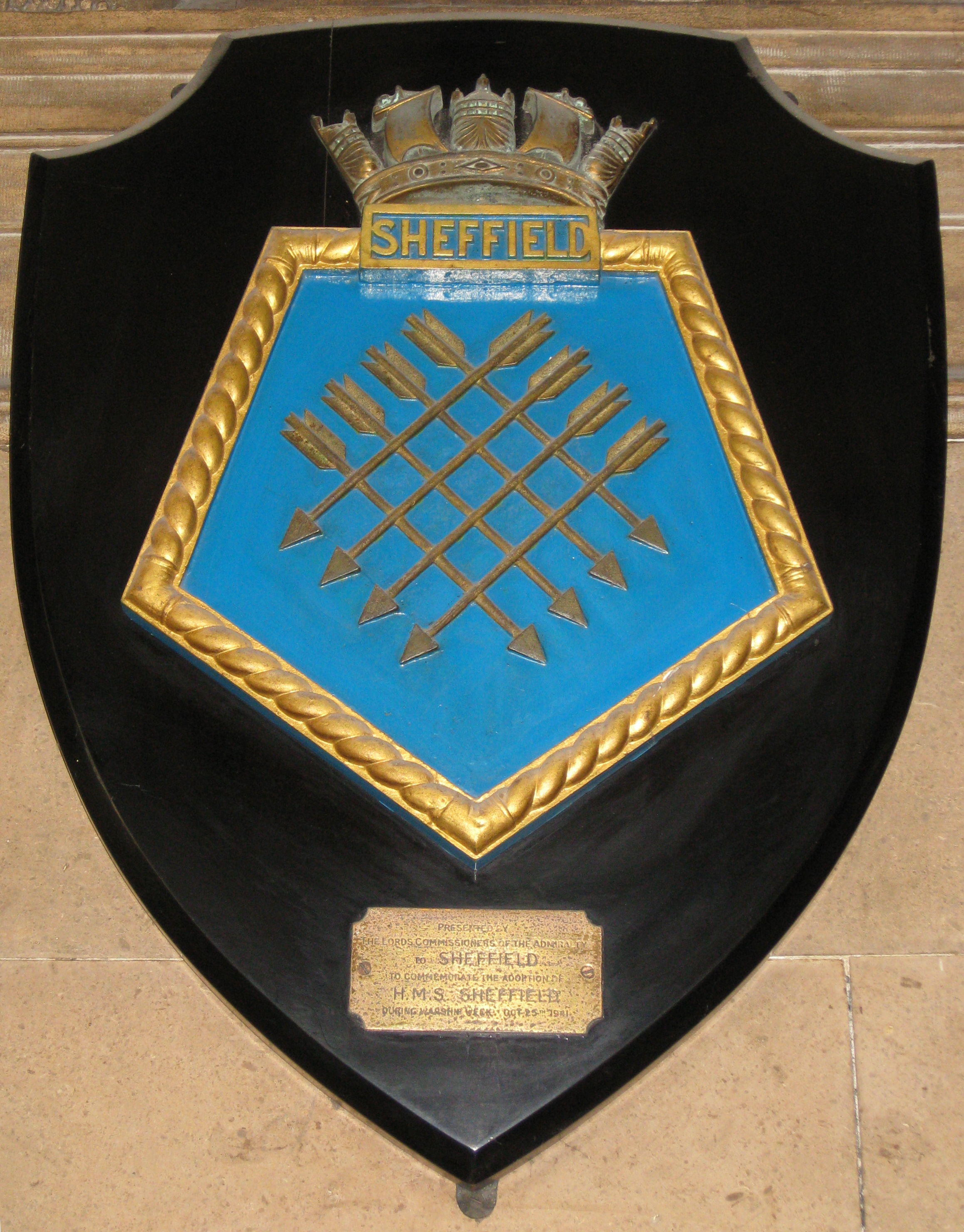
巡洋艦シェフィールドのバッジ

英国海軍に属する艦船及び潜水艦は、英国空軍の部隊と同じように、それぞれ独自のバッジとモットーを持っている。
艦船のモットーには船名の由来となった人物や都市のものを流用、あるいはアレンジしたものがある。例えば、戦艦ネルソン（HMS Nelson）のモットーは『Palmam Qui Meruit Ferat（相応しき者に椰子を与えよ）』というものである。そもそも、戦艦ネルソンはトラファルガー海戦を指揮したホレーショ・ネルソン提督にちなむ艦船で、このモットーも提督を祖とするネルソン伯爵家の家訓のものである。
他にも、タウン級軽巡洋艦シェフィールド（HMS Sheffield）のモットーは『Deo Adjuvante Proficio（神の助けとともに邁進す）』というものだが、これは艦名の由来となったシェフィールドの街のそれをオマージュしたものである。シェフィールド市のモットーは『Deo Adjuvante Labor Proficit（神助によって我等が労働は成る）』であり、シェフィールドのそれは『Labor』を除いたものとなっている。また、艦のバッジも市の紋章をモチーフとしている。